# Valentina Alekseeva
Valentina Andreevna Alekseeva (en russe : Валентина Андреевна Алексеева), née le 11 août 2006 à Tcheboksary, est une mannequin et reine de beauté russe, élue Miss Russie 2024, ayant participé au concours Miss Univers 2024 au Mexique.

## Biographie
Alekseeva est née le 11 août 2006 à Tcheboksary, en Tchouvachie. Elle est diplômée du lycée n°5 de Tcheboksary. En août 2024, elle entre à l'Université nationale russe de recherche médicale (en) du nom de N. I. Pirogov, se spécialisant en « Médecine générale ».

## Concours de beauté

### Miss Russie 2024
Le 5 octobre 2024, Alekseeva a représenté la Tchouvachie au concours Miss Russie 2024 et a concouru contre 50 autres candidates au Barvikha Luxury Village à Moscou, où elle a remporté le titre national et a ainsi succédé à Margarita Golubeva.

### Miss Univers 2024
Le 16 novembre 2024, Alekseeva représente la Russie au concours Miss Univers 2024 au Mexique où elle se classe dans le Top 12. 